# Karl Pärsimägi
Karl Pärsimägi (Antsla, Võrumaa, 1902. május 11. – Auschwitzi koncentrációs tábor, 1942. július 27.) észt fauvista festő.

## Élete
Egészen fiatalon harcolt az észt függetlenségi háborúban, és kitüntetéssel szerelt le. Tartuban tanult a Pallas Művészegylet iskolájában Konrad Mäginél, később Nikolai Triiknél. 1923-ban németországi tanulmányúton vett részt Anton Starkopf vezetésével, és még abban évben festette első modern stílusú képeit.
1937-től Párizsban élt szabadfoglalkozású művészként, színgazdag és változatos festményei miatt nevezték „észt Matisse-nak”. 1940-ben Franciaország német megszállás alá került, de Pärsimägi nem térhetett vissza hazájába mint a legtöbb észt művész, mert Észtország már szovjet fennhatóság alatt állt. Lehetséges, hogy összekötőként részt vett a francia ellenállásban. 1941-ben a német nemzetiszocialisták letartóztatták, mert zsidónak tartották. A drancyi gyűjtőtáboron keresztül az auschwitzi koncentrációs táborba deportálták, ahol egy évvel később megölték.

## Képek

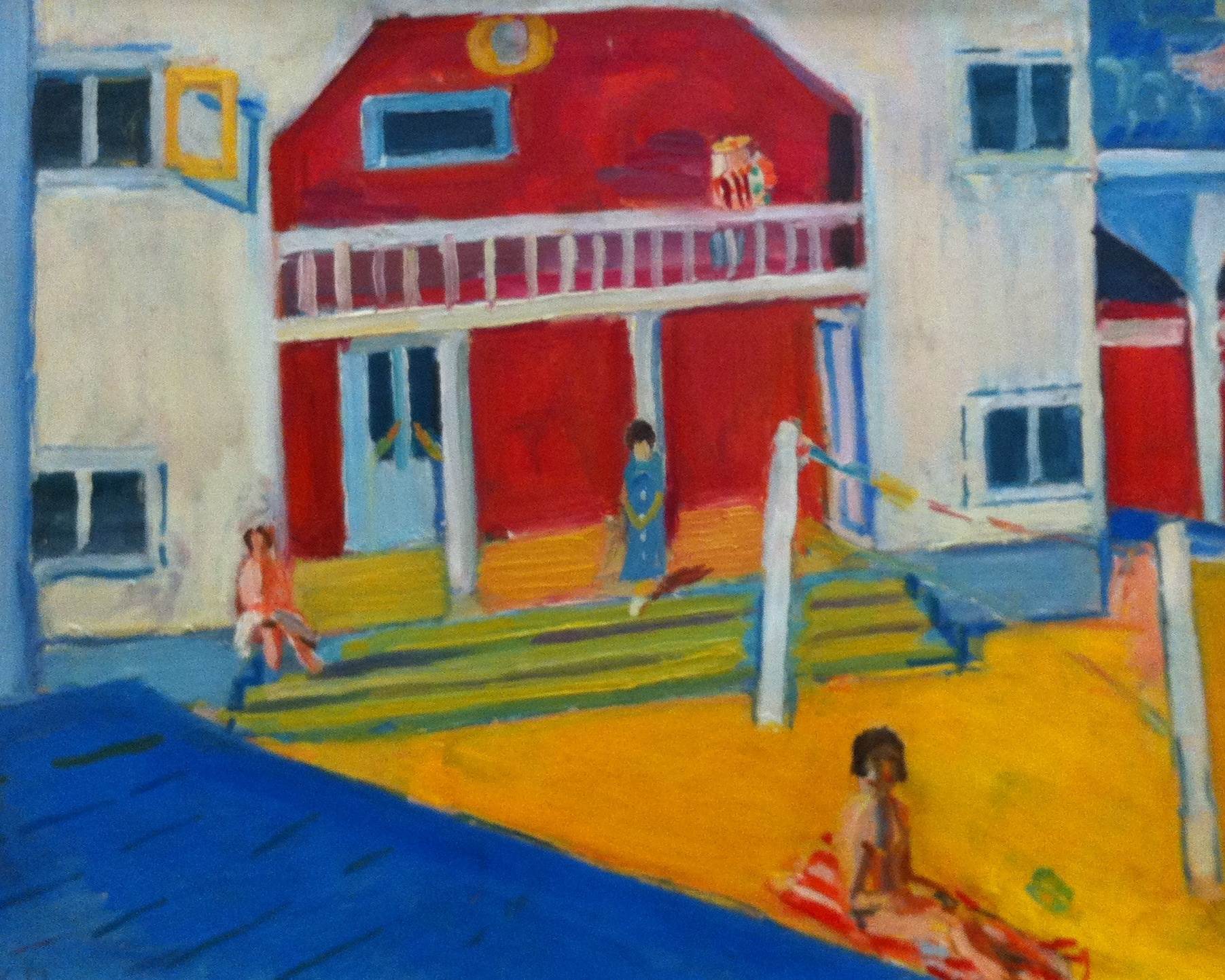
Parkban
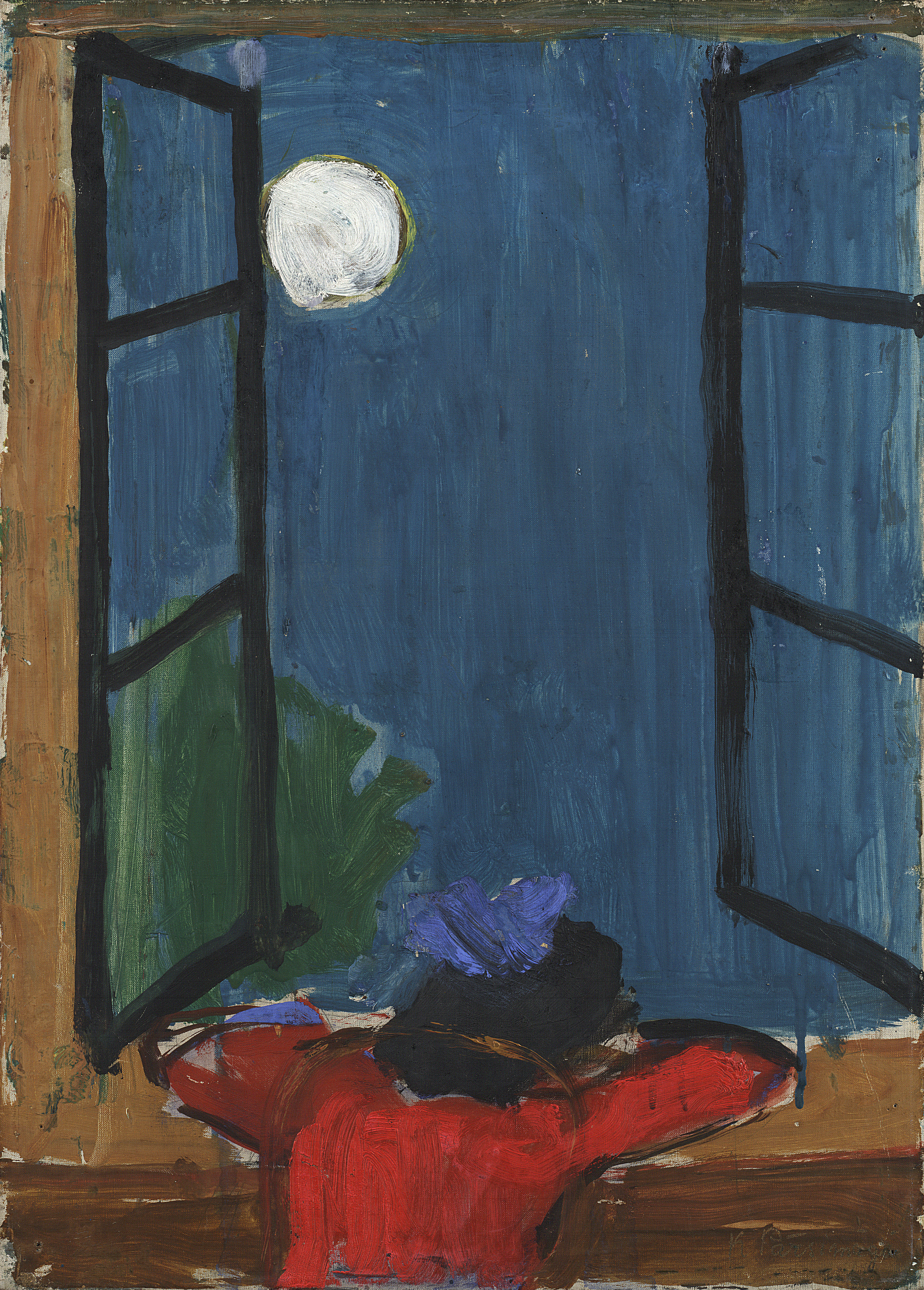
Lány az ablaknál
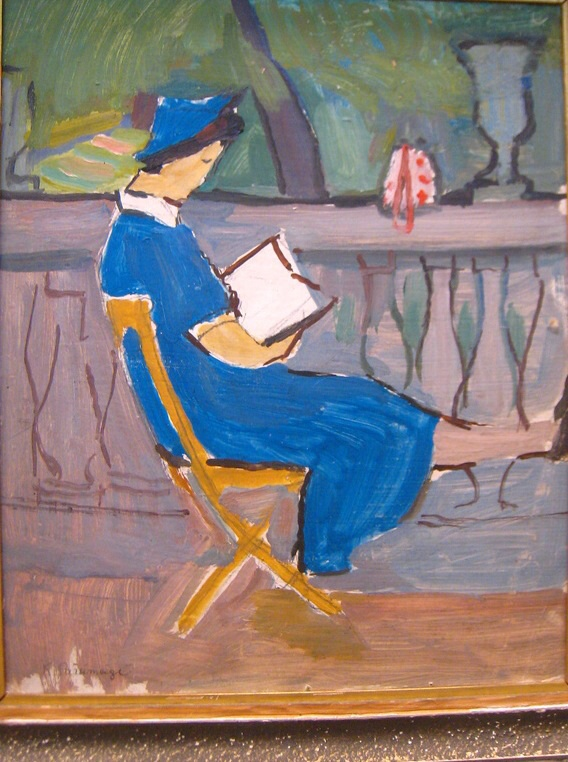
Olvasó nő
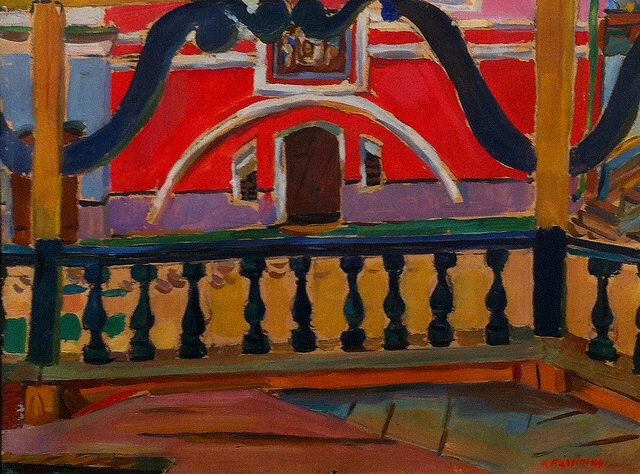
Ortodox templom
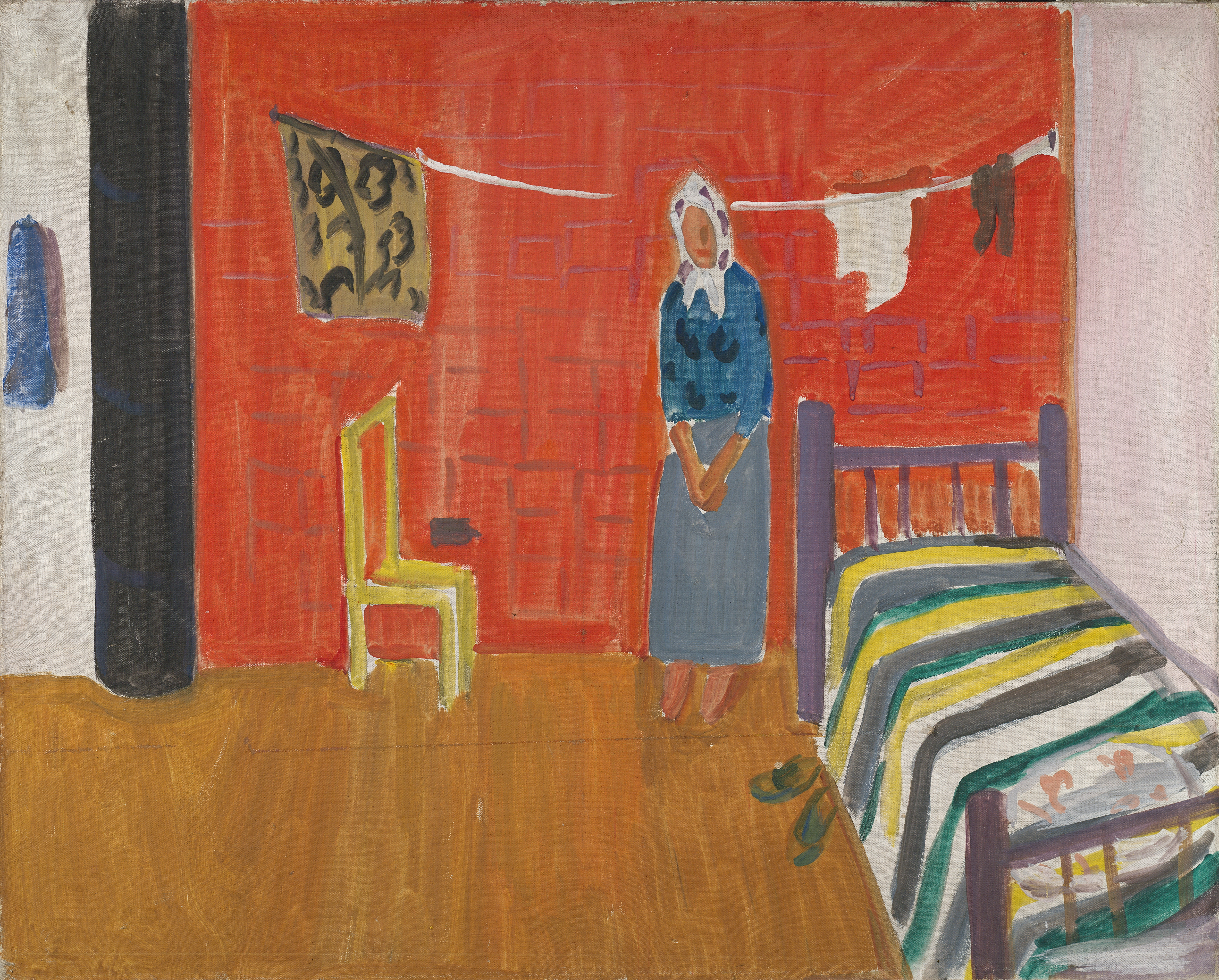

## Fordítás
- Ez a szócikk részben vagy egészben  a    Karl Pärsimägi című német Wikipédia-szócikk ezen változatának fordításán alapul.  Az eredeti cikk szerkesztőit annak laptörténete sorolja fel. Ez a jelzés csupán a megfogalmazás eredetét és a szerzői jogokat jelzi, nem szolgál a cikkben szereplő információk forrásmegjelöléseként.